# Schlacht von Mauvilla
Die Schlacht von Mauvilla oder Schlacht von Mabila (weitere Schreibweisen: Mavila, Mobila) fand am 18. Oktober 1540 zwischen den spanischen Eroberern um Hernando de Soto und dem Tuscaluza-Häuptlingstum im heutigen US-Bundesstaat Alabama statt. Die Schlacht war die erste und eine der verlustreichsten Schlachten der nordamerikanischen Indianerkriege.

## Das Häuptlingstum Tuscaluza

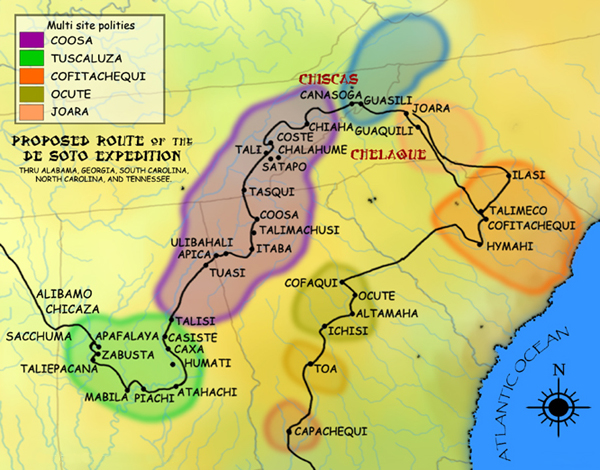
Karte der De Soto-Expedition durch die heutigen US-Bundesstaaten Georgia, South Carolina, North Carolina, Tennessee und Alabama nach Charles M. Hudson, 1997 – in hellgrün: Tuscaluza-Häuptlingstum

Das Herrschaftsgebiet des vermutlich nach Cahokia mächtigsten Häuptlingstums der Mississippi-Kultur erstreckte sich meist entlang des Coosa River und Alabama River und bestand aus mehreren tributpflichtigen Distriktstädten – hierunter Mabila (Mobila/Mauvilla), die jeweils von eigenen Häuptlingen geführt wurden. Diese schuldeten dem Oberhäuptling in dessen damaliger Residenzstadt namens Atahachi im Krieg und in Friedenszeiten Gehorsam. Die Spanier nannten das Häuptlingstum nach dem zur damaligen Zeit herrschenden Oberhäuptling Tuscaloosa (auch: Tuskalusa, Tastaluca, Tuskaluza; „Schwarzer Krieger“; † 1540) einfach Tuscaluza/Tuscaloosa.

## Geographische Lage der Stadt
Die exakte Lage der damaligen Stadt Mabila ist nicht bekannt, unbestritten soll sie jedoch auf der Nordseite des Alabama River gelegen haben, irgendwo flussabwärts der Durant-Schleife des Flusses. Die Durant-Schleife liegt östlich der Stadt Selma im Dallas County in Alabama. Manchmal wird auch Mobile County mit dem heutigen Stadtgebiet von Mobile genannt; die Namen von Stadt, County und Fluss lassen sich wahrscheinlich vom Stamm der Mobile ableiten. Der Stamm der Mobile, oder Mauvila, zog aber erst um 1700 in Richtung Süden in die Gegend des heutigen Mobile, als er von den Franzosen das Recht dazu erhalten hatte. Vermutlich war also die Stadt Mauvilla eine Stadt des gleichnamigen Stammes, als er noch weiter nördlich am Alabama River siedelte. Charles Hudson vermutet, Mauvilla liege an der Mündung des Cahawba in den Alabama River, an der Stelle der Geisterstadt Cahawba, der ersten, aufgegebenen Hauptstadt Alabamas.

## Vorgeschichte
Die Schlacht entwickelte sich während der De-Soto-Expedition durch den Black Belt und Cotton Belt der heutigen Südstaaten der USA. Die Expedition war ein skrupelloser Raub- und Plünderungszug der Spanier unter Führung von Hernando de Soto auf der Suche nach Gold, Sklaven und zu missionierenden Seelen. Man nahm dabei Angehörige der Oberschicht oder Häuptlinge gefangen und erzwang über martialische Drohungen die Versorgung mit Nahrungsmitteln sowie die Stellung von Sklaven, Trägern und Führern. Viele Städte wurden ausgeraubt, manche niedergebrannt. Schon zwölf Jahre vorher, 1528, war der Eroberer (Konquistador) Pánfilo de Narváez plündernd durch dieses Gebiet gezogen. In Piachi zeigte man De Soto einen Dolch. Er hatte Don Teodoro gehört, einem Teilnehmer des damaligen Raubzugs. Von den wenigen Indianerfrauen, die die Schlacht überlebten, wurde berichtet, dass Häuptling Tascaluza die Vernichtung der Armee De Sotos schon geplant hatte, als er von dessen Anwesenheit erfuhr. Der Überraschungsangriff in Mabila wurde daraufhin von langer Hand vorbereitet.

## Verlauf und Ergebnis der Schlacht
Als Tuscaloosa erfuhr, dass die Spanier sich unter Schutz des gefangenen Oberhäuptlings der Coosa seinem Gebiet näherten, plante er, sie in eine Falle zu locken und sie aus seinem Territorium zu vertreiben oder zu vernichten. Er empfing sie zuerst in seiner Residenz Atahachi und versprach ihnen, sie mit Führern und Lebensmitteln zu versorgen, allerdings würden sie diese in einer weiteren seiner Städte – in Mabila – finden. Die Spanier machten sich hierauf auf den Weg – nur um bei ihrer Ankunft feststellen zu müssen, dass Mabila zu einer durch Palisaden bewehrten Festung ausgebaut und das Gelände vor der Stadt von Buschwerk und Bäumen gesäubert worden war, um den Bogenschützen der Indianer freie Sicht zu geben. Hinter den Palisaden hatten sich Frauen, Kinder und eine große Streitmacht – nach Angaben der Spanier – von ca. 2.000 bis 2.500 Kriegern verschanzt. In der anschließenden Schlacht – die über den ganzen Tag andauerte – wurden 22 Spanier getötet und 148 verwundet, die Indianer allerdings hatten zwischen 2000 und bis zu 2500 Tote zu beklagen (hierunter auch Tuscaloosa).
Den Sieg der Spanier führt der Historiker Hudson auf zwei Fehleinschätzungen der Indianer zurück. Zum einen vertrauten sie zu sehr auf den Schutz der Palisadenwand. Als diese aber von den Spaniern durchbrochen wurde, standen die Krieger im Inneren zu eng, um effektiv kämpfen zu können und verloren an Beweglichkeit. Zum anderen unterschätzten die Indianer die Vorteile der Rüstung und der Pferde. Die adäquate Waffe gegen die Pferde wäre der Spieß gewesen. Die Indianer hatten zwar Spieße, aber es fehlte ihnen das Wissen oder die Disziplin, solange stehen zu bleiben, bis die Pferde in Reichweite waren. Hinzu kam wohl ihre Angst und Ehrfurcht vor den ihnen unbekannten Pferden, die auch Heilige Hunde genannt wurden. So kämpften sie aus der Distanz mit Pfeil und Bogen, und wenn ein berittener Soldat sie angriff, machten sie kehrt und liefen weg. Für die Reiter war es ein Leichtes, sie einzuholen und zu erstechen.
Trotz ihrer geringeren Verluste gingen die Spanier aus der Schlacht gedemütigt und gebrochen hervor. In den Augen der benachbarten Stämme hatten sie ihre angebliche Unbesiegbarkeit eingebüßt und sie verließen das Territorium der Tuscaluza/Tuscaloosa schnellstmöglich nach Westen. Die umliegenden Stämme begannen danach, den Spaniern immer hartnäckiger mit Überfällen aus dem Hinterhalt zuzusetzen.
Die Nachfahren des Tuscaluza-Häuptlingstums sind die späteren indianischen Konföderationen der Choctaw (Chahta) und der Muskogee (Maskoki/Creek).

## Historische Bedeutung der Schlacht

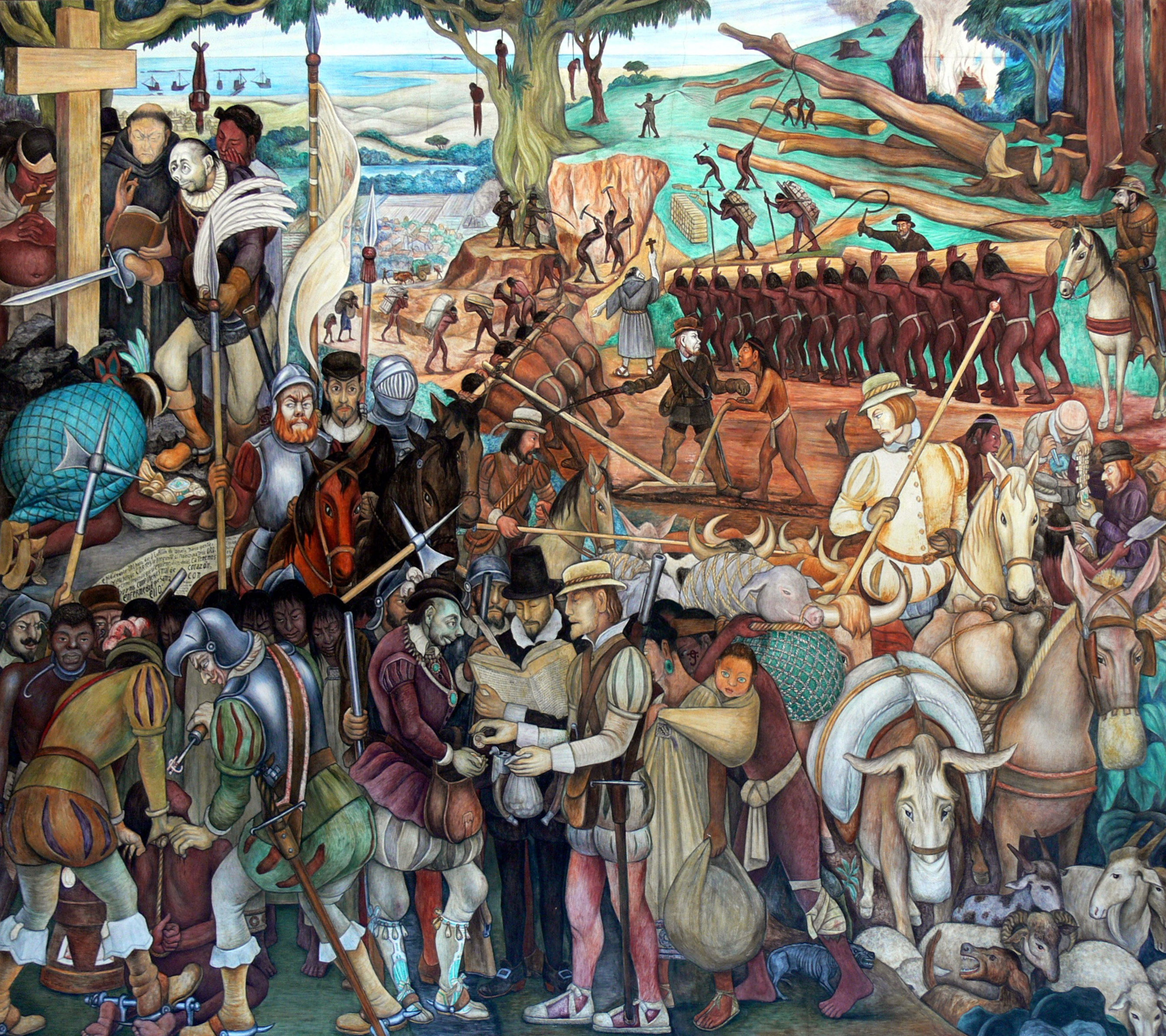
Wandgemälde von Diego Rivera im Nationalpalast in Mexiko-Stadt, verdeutlichte Darstellung der Unterdrückung durch die Spanier nach der Ankunft des Hernan Cortez in Veracruz

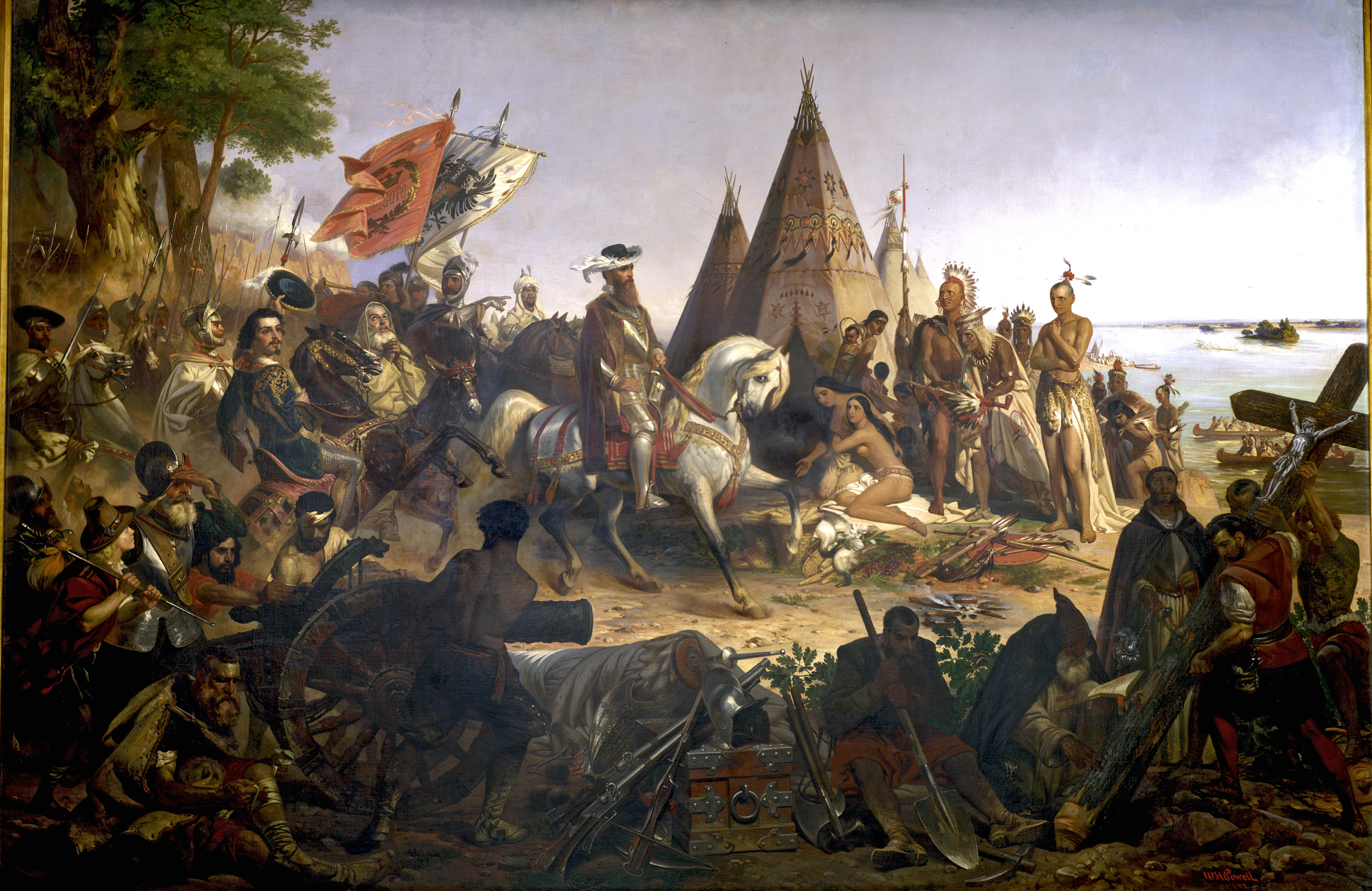
Eine der acht großformatigen Historienmalereien im Capitol in Washington, idealisierende Darstellung der grandiosen Ankunft der Spanier am Mississippi nach der Schlacht von Mauvilla

Wenn die Zahlen der Spanier stimmen, war die Schlacht von Mauvilla von 1540 mit über zweitausend Toten wahrscheinlich die größte Schlacht, die bis dahin jemals auf nordamerikanischen Boden stattfand. Sie markierte den Beginn der blutigen Eroberung des Südostens von Amerika, die mit dem Jamestown-Massaker von 1622 und den Powhatankriegen bis 1644 ein Ende fand. Der Stammesbund der Powhatans war damit zerstört, die Indianer des Südostens waren durch Krieg und Seuchen weitgehend ausgelöscht.
Auf ganz Nordamerika bezogen markiert die Schlacht den Beginn einer langen Reihe von Schlachten bis hin zum Massaker von Wounded Knee 1890 – mithin den Beginn der Indianerkriege Nordamerikas.
Die europäische Bewertung dieser Ereignisse schwankt seit jeher zwischen den weit auseinanderliegenden Polen „skrupellose Verbrechen und Völkermord“ und „Beginn einer glorreichen Entdeckung und erfolgreichen Erschließung des amerikanischen Kontinents“. Schon im 16. Jahrhundert finden sich detaillierte und leidenschaftliche Anklagen der Ungerechtigkeiten und Grausamkeiten von Augenzeugen der Eroberungen und den ersten Geschichtsschreibern der Neuen Welt: Las Casas, Cabeza de Vaca, Girolamo Benzoni, Theodor de Bry und andere. Die daran anschließende spezielle Kritik an den vermeintlich besonders grausamen und blutrünstigen spanisch-katholischen Eroberungen wurde im Begriff Leyenda negra, „Schwarze Legende“, auch ein propagandistisches Werkzeug im Widerstreit gegen die spanische Dominanz in den folgenden Jahrhunderten. In unserer Zeit vertreten etwa Howard Zinn, Tzvetan Todorov und viele andere eine ähnlich kritische und verurteilende Sicht der vernichtenden Kriege gegen die indianischen Völker. – Am Pol der glorreichen Eroberungen und triumphalen Siege seien stellvertretend für viele genannt Francisco López de Gómara aus dem 16. Jahrhundert und Adam Smith aus dem 18. Jahrhundert. Im Buch Wohlstand der Nationen von 1776 schreibt letzterer: „Die Entdeckung Amerikas und die eines Weges nach Ostindien um das Kap der guten Hoffnung sind die beiden größten und wichtigsten Ereignisse, die die Geschichte der Menschheit verzeichnet.“ – In Bildern lassen sich die beiden gegensätzlichen Bewertungen beispielsweise so darstellen: oben ein Wandgemälde im Palacio Nacional (Mexiko) von Diego Rivera Die Ankunft des Hernan Cortez in Veracruz mit dem Thema der grausamen Unterdrückung durch die Spanier, darunter ein Monumentalgemälde in der Rotunde des United States Capitols von William Henry Powell, Die Entdeckung des Mississippi, mit dem Thema der triumphalen Ankunft Hernando de Sotos verstärkt durch ihn unterwürfig empfangende Indianer.

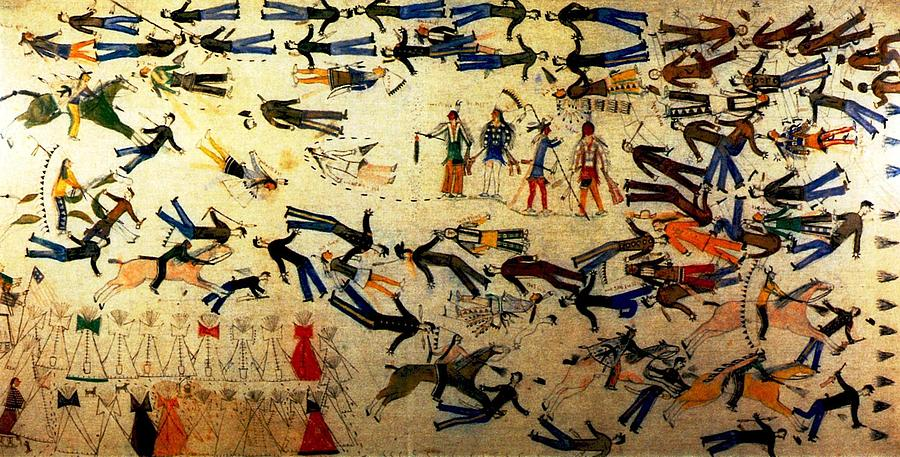
Schlacht am Little Bighorn 1876, gemalt von Häuptling und Schlachtteilnehmer Kicking Bear im Jahre 1898, einer der wenigen Siege der Indianer über den Weißen Mann

Eine originär indianische Sicht der Ereignisse liegt teilweise konträr zu diesen beiden Bewertungen. In beiden Bewertungen stehen die Europäer in der sozialen Hierarchie oben, die Indianer unten, einmal als Unterdrückte, einmal als Bewunderer des Weißen Mannes. In der indianischen Realität ändert sich hingegen die Haltung mit der Erfahrung. So wird der Weiße Mann anfangs bestaunt und bewundert und manchmal sogar wie ein Gott für unsterblich gehalten. Im weiteren Verlauf stellt sich jedoch Ernüchterung ein. Die Spanier werden als Barbaren erlebt, die die Heiligen Orte zerstören und sich als Lügner und Betrüger gebärden. Der Inkakönig Manco Inka klagt die Spanier an: sie haben „uns Schlechtes angetan, indem sie uns unseren Besitz entrissen haben, unsere Frauen, unsere Söhne, unsere Töchter, unsere Äcker, unsere Nahrung und viele andere Dinge, die wir in unserem Lande hatten, und zwar auf gewaltsame und betrügerische Weise, gegen unseren Willen.“ Mit Christoph Lichtenberg kann man daher mit Recht sagen: „Der Amerikaner, der den Kolumbus zuerst entdeckte, machte eine böse Entdeckung.“ – In einem Bild lässt sich diese indianische Wahrnehmung der verhassten Weißen beispielsweise als Triumph gegen General Custer darstellen. Custer liegt tot als rote Figur am Boden, ein Sieg der Indianer von prägender Bedeutung.